# Янг, Перси Маршалл
Перси Маршалл Янг (англ. Percy Marshall Young; 17 мая 1912, Нортуич, Чешир — 9 мая 2004, Йорк, Англия) — английский музыковед, дирижёр и композитор.

## Биография
Родился 17 мая 1912 года в Нортуиче.
В 1934 году окончил Селуин-колледж в Кембридже, где получил музыкальное образование.
В 1934-1947 годах преподавал теорию музыки в Стренмиллистичерс-колледже в Белфасте.
В 1937-1944 годах — советник по вопросам музыкального образования в Комитете по культуре в Сток-он-Тренте.
В 1944-1966 годах — музыкальный директор Технического колледжа в Вулверхемптоне, где организовал хор.
Позднее вёл научно-исследовательскую деятельность и выступал в концертах.
Умер 9 мая 2004 года в Йорке.

### Творчество

#### Литературные труды
- Handel, London, 1947, 1979
- The oratorios of Handel, London, 1949
- Elgar, London, 1955, 1973
- The story of song, London, 1955
- Instrumental music, London, 1955
- In search of music, London, 1956
- Concerto, London, 1957
- Tragic muse: the life and works of R. Schumann, London, 1957, 1961
- Symphony, London, 1957
- J. S. Bach, London, 1960
- The choral tradition, London, 1962, 1971
- Debussy, London, 1968
- The Bachs 1500-1850, London, 1970
- A concise history of music, New York—London, 1974

#### Музыкальные труды
- Instruments of the Orchestra (1960, руководитель[2])